# Ismail al-Azhari

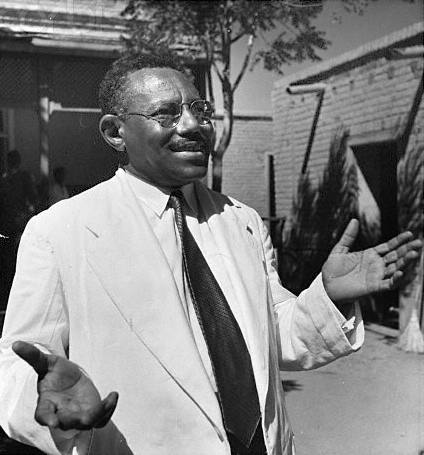
Ismail al-Azhari

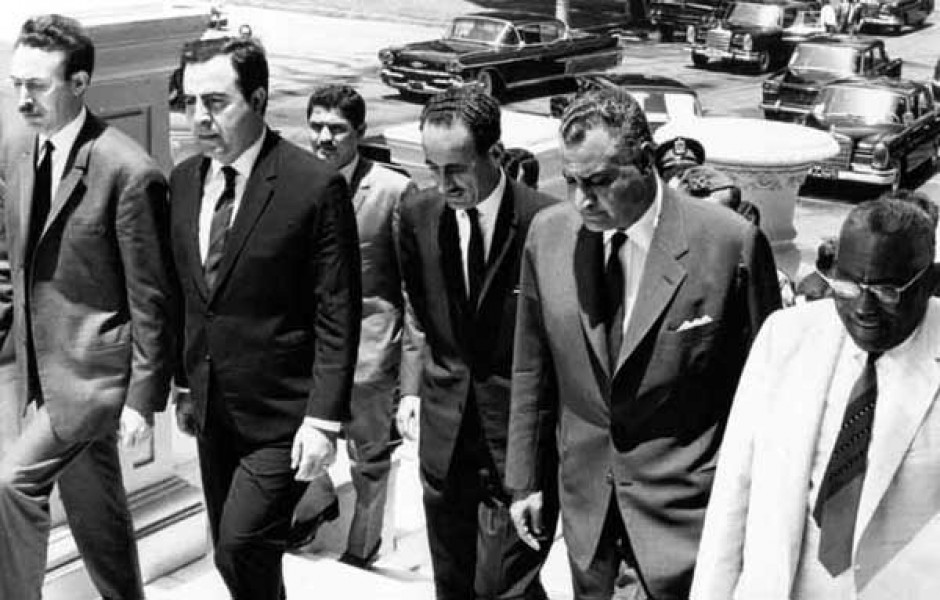
Kairo, 1968, von links nach rechts die Präsidenten Boumédiène, Atassi, Arif, Nasser und al-Azhari

Ismail al-Azhari (arabisch إسماعيل الأزهري, DMG Ismāʿīl al-Azharī; * 1902 in Omdurman; † 26. August 1969) war ein sudanesischer Politiker.

## Leben
Ismail al-Azhari wurde 1940 Präsident der ersten politischen Organisation in Sudan, dem Graduates General Congress, und 1952 Präsident der National Unionist Party (NUP). Die NUP gewann mit ägyptischer Unterstützung die Parlamentswahlen. Vom 6. Januar 1954 bis zum 7. Juli 1956 führte er als Ministerpräsident den Sudan am 1. Januar 1956 in die Unabhängigkeit. Eine Koalition aus der Umma-Partei des früheren Mahdi und der Democratic Unionist Party (DUP), dem politischen Flügel der Khatmiyya-Bruderschaft, führte ein halbes Jahr nach der Unabhängigkeit des Landes zum Sturz von al-Azhari.
Nach einer sechsjährigen Militärherrschaft von Ibrahim Abbud wurde er am 8. Juli 1965 zum Vorsitzenden (Präsidenten) des als kollektives Staatsoberhaupt fungierenden Souveränitätsrates ernannt, aber schon im Mai 1969 durch einen Militärputsch von Dschafar Mohammed an-Numeiri abgesetzt und inhaftiert.
Er starb 1969 im Gefängnis.